# Kanton Pluvigner
Pluvigner is een kanton van het Franse departement Morbihan. Het kanton maakt deel uit van het arrondissement Lorient.

## Gemeenten
Het kanton Pluvigner omvatte tot 2014 de volgende 5 gemeenten:
- Brech
- Camors
- Landaul
- Landévant
- Pluvigner (hoofdplaats)

Bij de herindeling van de kantons door het decreet van 21 februari 2014, met uitwerking op 22 maart 2015, werden daar de volgende gemeenten aan toegevoegd.
- Brandérion
- Gâvres
- Merlevenez
- Nostang
- Plouhinec
- Sainte-Hélène